# Jolin Tsai

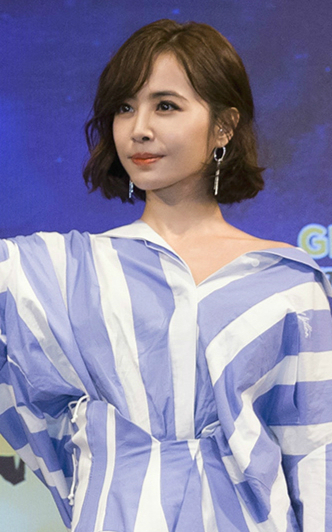

Jolin Tsai (chinois : 蔡依林 ; chinois traditionnel : Cài Yī-lín, née le 15 septembre 1980 à Hsinchuang, près de Taipei) est une chanteuse taïwanaise de mandopop. Elle compte plus de 23 millions d'albums vendus dans le monde.

## Biographie
Jolin est découverte à l'âge de 18 ans, en 1998, lors d'un concours de jeunes talents de la chaîne télévisée MTV Taiwan. Peu après, elle signe un contrat avec Universal Music.
En septembre 1999, arrive sur le marché l'album 1019 vendu à plus de 400 000 exemplaires à Taïwan[réf. nécessaire]. Elle était considérée à l'époque comme une « chanteuse pour jeunes » et on n'hésitait pas à la comparer à Britney Spears. Alors promise à un bel avenir, la chanteuse va faire mûrir son style sur son troisième disque Show Your Love mais les ventes vont chuter. Universal ne renouvelle pas son contrat à la suite de mauvais résultats pour son quatrième album Lucky Number[réf. nécessaire].
Elle renoue avec le succès en signant avec Sony Music un an plus tard. Son 5e album Magic (看我72變) qui contient plusieurs chansons composées par le chanteur Jay Chou, se vend à plus de 300 000 exemplaires rien que sur l'île taïwanaise et à plus de 2 millions d'exemplaires en Asie[réf. nécessaire]. Les albums suivants, Castle (城堡) et J-Game, sortis respectivement en 2004 et 2005, suivront le même chemin et l'ancrent définitivement dans le paysage asiatique.
2006 est une autre année charnière dans la carrière de la chanteuse puisqu'elle rejoint la maison EMI Capitol et sort Dancing Diva (舞孃), qui va la sacrer star en Asie : 310 000 exemplaires vendus à Taiwan et plus de 3 millions en Asie[réf. nécessaire]. Sa popularité explose alors et elle remporte pléthore de récompenses dont celle de chanteuse de l'année aux Golden Melody Awards (l'équivalent de nos Victoires de la Musique). Cet album reste encore sa plus grosse vente asiatique. Agent J (特務J) sorti en 2007 conforte sa position. En 2008, elle sort un album de reprises en anglais, Love Exercise (愛的練習語), avant de quitter EMI (devenu Gold Typhoon) pour Warner Taïwan.
Son premier album chez Warner sort en mars 2009 : Butterfly (花蝴蝶) fait un carton en obtenant la première place des ventes de l'année à Taiwan. Pour l'album suivant, Myself, Jolin lance un album concept sur le thème de la fête, cependant il n'aura pas le succès escompté : les ventes ne s’élèveront qu'à 65 000 exemplaires à Taïwan. Muse sorti en 2012 la fait renouer avec le succès : 120 000 exemplaires vendus rien qu'à Taïwan. La chanson titre The Great Artist (大藝術家) obtient le Golden Melody Award de la chanson de l'année, et son clip est couronné clip de l'année aux MTV Taiwan Awards. Les chansons The Great Artist (大藝術家), Wandering Poet (詩人漫步) et Dr Jolin se classeront aussi respectivement 2e, 10e et 24e dans le top 100 des singles de l'année 2012 de la radio taïwanaise #1 HitFM.
Jolin a 3 tournées mondiales à son actif : le J1 World Tour (2004-2006), le J2 Dancing Forever World Tour (2006-2009), et le J3 Myself World Tour (2010-2013), toutes trois sorties en DVD,.

## Vie personnelle
Elle est sortie de 2010 à 2016 avec l'acteur/mannequin Vivian Dawson (en) qu'elle a rencontré lors du tournage de sa chanson Love Player,.

## Discographie

### Albums studio
| Numéro | Titre          | Date de sortie                       |
| ------ | -------------- | ------------------------------------ |
| 1er    | 1019           | 10 septembre 1999 Universal Music    |
| 2e     | Don't Stop     | 26 avril 2000 Universal Music        |
| 3e     | Show Your Love | 22 décembre 2000 Universal Music     |
| 4e     | Lucky Number   | 6 juillet 2001 Universal Music       |
| 5e     | Magic          | 7 mars 2003 Sony Music               |
| 6e     | Castle         | 27 février 2004 Sony Music           |
| 7e     | J-Game         | 25 avril 2005 Sony Music             |
| 8e     | Dancing Diva   | 12 mai 2006 EMI Group                |
| 9e     | Agent J        | 21 septembre 2007 EMI Group          |
| 10e    | Butterfly      | 27 mars 2009 Warner Music Group      |
| 11e    | Myself         | 13 août 2010 Warner Music Group      |
| 12e    | Muse           | 14 septembre 2012 Warner Music Group |
| 13e    | Play           | 15 novembre 2014 Warner Music Group  |
| 14e    | Ugly Beauty    | 26 décembre 2018 Sony Music          |

### Albums de reprises
| Numéro | Titre         | Date de sortie               |
| ------ | ------------- | ---------------------------- |
| 1er    | Love Exercise | 31 octobre 2008 Gold Typhoon |

### Compilations
| Numéro | Titre                | Date de sortie                    |
| ------ | -------------------- | --------------------------------- |
| 1re    | Together             | 1er novembre 2001 Universal Music |
| 2e     | The Age of Innocence | 27 mars 2003 Universal Music      |
| 3e     | Born to Be a Star    | 12 novembre 2004 Universal Music  |
| 4e     | J-Top                | 5 mai 2006 Sony BMG               |
| 5e     | Final Wonderland     | 19 septembre 2007 Sony BMG        |
| 6e     | Jeneration           | 27 février 2009 EMI Group         |
| 7e     | Ultimate             | 7 septembre 2012 Sony Music       |

### Albums de remixes
| Numéro | Titre            | Date de sortie               |
| ------ | ---------------- | ---------------------------- |
| 1er    | Dance Collection | 2 avril 2002 Universal Music |
| 2e     | J9               | 12 novembre 2004 Sony Music  |
| 3e     | Dancing Forever  | 29 septembre 2006 EMI Group  |
| 4e     | Favorite         | 3 novembre 2006 Sony BMG     |